# Med Park
Medford R. "Med" Park (ur. 11 kwietnia 1933, zm. 23 lipca 1998) – amerykański koszykarz.

## Życiorys
Med Park dorastał w Lexington w stanie Missouri. W latach 1947–1951 uczęszczał do tamtejszej Wentworth Millitary Academy, gdzie był jednym z wyróżniających się sportowców. Potem, już jako student University of Missouri, był wybierany do akademickiej reprezentacji kraju. Przez pięć lat (1955–1960) ten obrońca/skrzydłowy grał w NBA, reprezentując barwy Saint Louis Hawks oraz Cincinnati Royals. Z tą pierwszą ekipą w 1958 wywalczył tytuł mistrzowski.